# Maldade$
Maldade$ es el álbum de estudio debut de la cantante y compositora argentina Cazzu. Fue publicado el 25 de octubre de 2017 a través del sello discográfico independiente Espantapájaros. Fue producido principalmente por Cristian Kriz y acompañado de la producción de Omar Varela y Zurdo.

## Antecedentes
Antes del lanzamiento de Maldade$, Cazzu se insertó en la escena underground, produciendo y lanzando música de forma autogestionada, incursionando en el trap, un género entonces emergente en Latinoamérica, caracterizado por su contenido lírico explícito, bases oscuras y atmósferas crudas.
Hasta ese momento, la escena del trap argentino estaba dominada mayormente por artistas masculinos, por lo que Maldade$ aportó una perspectiva distinta y la llevó a consolidarse como una de las primeras mujeres destacadas dentro del movimiento trap en Argentina.

## Recepción
El álbum tuvo una buena recepción del público. Aunque no alcanzó grandes éxitos comerciales a nivel mainstream, el disco se destacó por su éxito en el escenario underground, ganando popularidad rápidamente a través de plataformas digitales como Spotify, YouTube y Apple Music y las redes sociales.

## Lista de canciones
| N.º | Título          | Escritores                | Productores                 | Duración | Ref   |
| --- | --------------- | ------------------------- | --------------------------- | -------- | ----- |
| 1.  | «Más»           | Julieta Emilia Cazzucheli | Seven Music, Christian Kriz | 2:57     | [ 2 ] |
| 2.  | «El Don»        | Julieta Emilia Cazzucheli | Christian Kriz              | 3:21     | [ 2 ] |
| 3.  | «Maldade$»      | Julieta Emilia Cazzucheli | Zurdo                       | 3:16     | [ 2 ] |
| 4.  | «Killa»         | Julieta Emilia Cazzucheli | Christian Kriz              | 3:16     | [ 2 ] |
| 5.  | «Fantasías»     | Julieta Emilia Cazzucheli | Omar Varela                 | 3:22     | [ 2 ] |
| 6.  | «Trucos»        | Julieta Emilia Cazzucheli | Omar Varela                 | 3:25     | [ 2 ] |
| 7.  | «Trampa Bitch»  | Julieta Emilia Cazzucheli | Mozart Musik                | 4:01     | [ 2 ] |
| 8.  | «Kaiosama»      | Julieta Emilia Cazzucheli | ONI onthebeat               | 2:39     | [ 2 ] |
| 9.  | «R.I.P»         | Julieta Emilia Cazzucheli | The Golf Music              | 3:21     | [ 2 ] |
| 10. | «Hello Bitches» | Julieta Emilia Cazzucheli | Christian Kriz              | 2:46     | [ 2 ] |